# Monti Partizanskij
I monti Partizanskij (in russo Партизанский хребет?; fino al 1972 si chiamavano Tačin Guan') sono una catena montuosa che fa parte del sistema montuoso Sichotė-Alin'. Si trovano nel Territorio del Litorale, in Russia. Il loro spartiacque segna il confine tra i distretti Partizanskij e Lazovskij. Prendono il nome dal fiume Partizanskaja che dà loro ha origine.
I Partizanskij si trovano nella parte meridionale dei Sichotė-Alin', a est della città di Partizansk e a nord-est della città di Nachodka. La vetta più alta della cresta è il monte Ol'chovaja (1669 metri sul livello del mare). La lunghezza della catena montuosa è di 120 km, la larghezza raggiunge i 40 km. Sono lo spartiacque tra i bacini dei fiumi Partizanskaja e Kievka. L'estremo punto settentrionale è in monte Lazovskaja (1285 m). Nell'estremo sud, il sistema montuoso termina con la scogliera rocciosa di capo Povorotnyj.